# Guinidilda d'Empúries
Guinidilda o Gunhild delle Fiandre (Guinidilda anche in spagnolo e in catalano e Guinilda in portoghese) (... – prima del 19 febbraio 904), è stata contessa consorte delle contee d'Urgell, della Cerdagna e di Conflent, da prima dell'875 circa, poi contessa consorte di Barcellona, di Gerona e d'Osona, dall'878 sino all'897.

## Origine
Secondo la storica britannica Alison Weir, anche secondo la Crónica de San Juan de la Peña, al capitolo XXIII e l'Ex Gestis Comitum Barcinonensium Guinidilde era figlia di Baldovino I delle Fiandre e di Giuditta, la figlia del re dei Franchi occidentali, Carlo il Calvo.
Secondo la Genealogia Comitum Flandriæ Bertiniana, e la Lamberti Genealogia Comitum Flandriæ, Baldovino I delle Fiandre era figlio di Odacre, conosciuto anche come Audacer o Odoscer di Harlebec e della moglie di cui non si conoscono né gli ascendenti né il nome.
Anche alcuni storici catalani, come Pròsper de Bofarull i Mascaró, propendono per l'origine franca, mentre altri, come Ramon de Abadal y de Vinyals e Ferran Soldevila i Zubiburu sostengono che fosse d'origine catalana, forse figlia di Mirò I (quindi nipote di Goffredo il Villoso) conte di Rossiglione, oppure di Borrell, Conte di Cerdagna, Urgell e Osona oppure ancora di Sunifredo.

## Biografia
Non si conosce l'anno esatto, ma Guinidilde andò in sposa al Conte d'Urgell, della Cerdanya e di Conflent, Goffredo il Villoso, prima dell'875, in quanto in quella data, Guinidilde compare in una donazione, del 27 giugno 875, accanto al marito Goffredo, al Monastero di Sant Joan de les Abadesses, presso Ripoll, in onore della figlia Emma (probabilmente per la nascita), che poi sarebbe divenuta badessa del monastero stesso.
Goffredo, secondo lo storico Ramon d'Abadal i de Vinyals era il figlio primogenito di Sunifredo I, conte di Urgell, Cerdagna, Osona, Besalú, Narbona, Béziers e Nîmes, duca di Settimania e marchese della marca di Spagna e di Ermessinda, deducendolo da un documento dell'abbazia di Lagrasse, datato 878, in cgi si fa riferimento a Goffredo e ai suoi quattro fratelli (Sesenanda, Sunicfredus, Wifredus comes, Radulfus comes, Miro comes), come figli di Sunifredo ed Ermessinda (Sunicfredi genitoris nostri vel domnæ Ermesinde genititricis nostræ).
Invece la leggenda lo vuole figlio di un nobile visigoto, Bellone (che aveva importanti incarichi nelle contee di Urgell, Cerdagna, Conflent e Barcellona) oppure del conte Goffredo d'Arria, cavaliere del Conflent (all'incirca l'attuale Cantone di Prades, sui Pirenei francesi) che fu ucciso dal conte Salomó d'Urgell e vendicato poi da Goffredo stesso, secondo la Crónica de San Juan de la Peña, al capitolo XXII, e secondo l'Ex Gestis Comitum Barcinonensium il padre di Goffredo il Villoso, anche lui di nome Goffredo, fu ucciso in combattimento dalle truppe francesi, nei pressi di Santa Maria del Puig.
Negli anni seguenti Guinidilda fa alcune donazioni, sempre al monastero di Sant Joan, in memoria del padre Sunifredo (molto probabilmente era il suocero).
Il 26 giugno 885, insieme al marito, Goffredo, fa una donazione, per commemorare il fratello del marito, il chierico (così definito, nel documento MMXVI della Coleccion diplomatica del Contado de Besalù, Tomo XV-IV, da suo fratello Goffredo) Sunifredo.
Secondo la Marca Hispanica sive Limes Hispanicus Guinidilda, assieme al marito Goffredo, tra l'888 ed l'890, fece diverse donazioni:
- il 20 aprile 888, ne fece una al Monastero di Santa Maria di Ripoll[17],
- nello stesso giorno, fece una seconda donazione al Monastero di Ripoll, per il figlio Rodolfo che entrava in monastero[18],
- il 25 giugno 890, fece una donazione alla chiesa di San Pietro di Ripoll[19],
- il 19 luglio 890, fece un'altra donazione al Monastero di Ripoll[20].

Il 21 agosto 897, Guinidilda, col marito, Goffredo, compaiono in un documentoche, per l'ultima volta.
In quello stesso anno il marito, Goffredo, morì, combattendo i Saraceni
Guinidilda morì prima del 19 febbraio 904 in quanto in un documento della Coleccion diplomatica del Contado de Besalù, Tomo XV-IV, redatto in tale data dal figlio Miró, si accenna all'eredità da lei lasciata.

### Figli
Guinidilda a Goffredo diede nove (o dieci) figli:
- Rodolfo di Barcellona (?-940), monaco del Monastero di Santa Maria di Ripoll, poi vescovo d'Urgell, secondo l'Ex Gestis Comitum Barcinonensium[3], il 20 aprile 888, i genitori fecero una donazione al Monastero di Ripoll, per il suo ingresso nel monastero[18] di cui divenne abate[11]. Rodolfo compare in altri tre documenti del 908, del 911 e del 913[11]. Si ha anche notizia che prese moglie di cui non si conoscono né il nome né gli ascendenti e dalla quale ebbe due figli[11][22]:
  - Sunifredo († prima del 29 luglio 924), perché in quella data il padre Rodolfo fece una donazione per l'anima del figlio[11]
  - Oliva († 947), che, in un documento del 936, figura col padre nella vendita dell'allodio di Santa Maria de Palautordera, allo zio, il conte Sunyer I[11]. Poi compare in un altro documento del 943[11]. Aveva sposato Eilo († dopo il 26 settembre 955) che gli diede una figlia:
    - Enchilia (†  dopo il 26 settembre 955), suora al monastero di Ripoll, che compare, assieme alla madre, in una donazione del 26 settembre 955, da loro fatta al monastero stesso[23]
- Goffredo Borrell[3] (ca. 874-911), conte di Barcellona
- Sunyer[3] († -15 ottobre 954), conte di Barcellona
- Miró[3] († - ottobre 927), conte di Cerdanya e conte di Besalú
- Sunifredo († -948), dall'897 Conte d'Urgell
- Emma († 942), monaca del monastero di Sant Joan de les Abadesses, vicino a Ripoll, del quale, poi, divenne badessa. A quel monastero i suoi genitori avevano fatto una donazione, in onore di Emma, il 27 giugno 875[12]. Fu badessa del Monastero di Sant Joan de les Abadesses, fino alla morte ed è citata in altre due donazioni della Coleccion diplomatica del Contado de Besalù, Tomo XV-IV, nei Documenti MMXXII[24] e MMXXIII[25]. Emma venne citata anche nel testamento di suo fratello Miró[11]
- Quíxol, Cixilona o Xixilona († 22 febbraio 945), data confermata in un documento dello stesso anno. Suora. Fu sepolta nella cappella di Santa Maria del Camí  a la Garriga, dove era stata badessa[11]
- Riquilda († prima del 19 aprile 921). In quest'ultima data suo fratello, il conte Sunyer fece una donazione per la sua anima[11]
- Ermessenda († dopo il 13 gennaio 921), data in cui è nominata nel testamento del fratello Mirò[11]
- Guinidilda († dopo il 923), su quest'ultima figlia non vi è certezza, ma è molto probabile e fu la moglie del conte Raimondo II di Tolosa († ca. 924), sia perché nel documento 52 dell'Histoire Générale de Languedoc, Preuves, Tome V è citata, come contessa in una donazione alla cattedrale di Narbona[26], sia perché, nelle Europäische Stammtafeln[27], vol II, 68 (non consultate), risulta che Guinidilda era la moglie di Raimondo II di Tolosa[11].

## Ascendenza
|                        |                 |                        | Genitori              |  |  | Nonni |  |  | Bisnonni                 |  |  | Trisnonni        |  |
|                        |                 |                        |                       |  |  |       |  |  | Enguerrand delle Fiandre |  |  | Carlo il Giovane |  |
|                        |                 |                        |                       |  |  |       |  |  | Enguerrand delle Fiandre |  |  | Carlo il Giovane |  |
|                        |                 | …                      |                       |  |  |       |  |  | Enguerrand delle Fiandre |  |  |                  |  |
| Odacre                 |                 |                        |                       |  |  |       |  |  | Enguerrand delle Fiandre |  |  |                  |  |
|                        |                 | …                      | …                     |  |  |       |  |  |                          |  |  |                  |  |
|                        |                 | …                      | …                     |  |  |       |  |  |                          |  |  |                  |  |
|                        |                 | …                      | …                     |  |  |       |  |  |                          |  |  |                  |  |
| Baldovino I di Fiandra |                 | …                      |                       |  |  |       |  |  |                          |  |  |                  |  |
|                        |                 | …                      | …                     |  |  |       |  |  |                          |  |  |                  |  |
|                        |                 | …                      | …                     |  |  |       |  |  |                          |  |  |                  |  |
|                        |                 | …                      | …                     |  |  |       |  |  |                          |  |  |                  |  |
| …                      |                 | …                      |                       |  |  |       |  |  |                          |  |  |                  |  |
|                        |                 | …                      | …                     |  |  |       |  |  |                          |  |  |                  |  |
|                        |                 | …                      | …                     |  |  |       |  |  |                          |  |  |                  |  |
|                        |                 | …                      | …                     |  |  |       |  |  |                          |  |  |                  |  |
| Guinidilda d'Empúries  |                 | …                      |                       |  |  |       |  |  |                          |  |  |                  |  |
|                        | Ludovico il Pio | Carlo Magno            |                       |  |  |       |  |  |                          |  |  |                  |  |
|                        | Ludovico il Pio | Carlo Magno            |                       |  |  |       |  |  |                          |  |  |                  |  |
|                        | Ludovico il Pio | Ildegarda              |                       |  |  |       |  |  |                          |  |  |                  |  |
| Carlo il Calvo         | Ludovico il Pio |                        |                       |  |  |       |  |  |                          |  |  |                  |  |
|                        |                 | Giuditta di Baviera    | Guelfo I              |  |  |       |  |  |                          |  |  |                  |  |
|                        |                 | Giuditta di Baviera    | Guelfo I              |  |  |       |  |  |                          |  |  |                  |  |
|                        |                 | Giuditta di Baviera    | Edvige di Sassonia    |  |  |       |  |  |                          |  |  |                  |  |
| Giuditta di Francia    |                 | Giuditta di Baviera    |                       |  |  |       |  |  |                          |  |  |                  |  |
|                        |                 | Oddone d'Orléans       | Adriano d'Orléans     |  |  |       |  |  |                          |  |  |                  |  |
|                        |                 | Oddone d'Orléans       | Adriano d'Orléans     |  |  |       |  |  |                          |  |  |                  |  |
|                        |                 | Oddone d'Orléans       | Waldrada              |  |  |       |  |  |                          |  |  |                  |  |
| Ermentrude d'Orléans   |                 | Oddone d'Orléans       |                       |  |  |       |  |  |                          |  |  |                  |  |
|                        |                 | Engeltrude di Fézensac | Leotardo I di Parigi  |  |  |       |  |  |                          |  |  |                  |  |
|                        |                 | Engeltrude di Fézensac | Leotardo I di Parigi  |  |  |       |  |  |                          |  |  |                  |  |
|                        |                 | Engeltrude di Fézensac | Grimeut (o Grimhilde) |  |  |       |  |  |                          |  |  |                  |  |
|                        |                 | Engeltrude di Fézensac |                       |  |  |       |  |  |                          |  |  |                  |  |

### Fonti primarie
- (LA)  Rerum Gallicarum et Francicarum Scriptores, Tomus IX.
- (LA)  Histoire générale de Languedoc, tomus II.
- (LA)  Histoire Générale de Languedoc, Preuves, Tome V.

### Letteratura storiografica
- Rafael Altamira, Il califfato occidentale,  in «Storia del mondo medievale», vol. II, 1999, pp. 477–515.
- René Poupardin, I regni carolingi (840-918), in «Storia del mondo medievale», vol. II, 1999, pp. 583–635.
- (LA)  Colección diplomática del Condado de Besalú, tomus XV.
- (LA)  Marca Hispanica sive Limes Hispanicus, 1688.
- (EN) The Development of Southern French and Catalan Society, 718-1050, su libro.uca.edu.
- (CA)  Crónica de San Juan de la Peña.